# Yulania
Yulania is de naam van een door sommige auteurs onderscheiden geslacht van planten uit de Magnoliafamilie. Yulania is, na de publicatie van de naam in 1838, nauwelijks als zelfstandig geslacht door andere auteurs geaccepteerd en kwam in geen enkel overzichtswerk als geslacht voor. Wél werd de groep Magnolia's die onder deze naam vallen lange tijd gezien als een duidelijk te onderscheiden ondergeslacht van Magnolia. Pas sinds stamboomonderzoek met behulp van DNA-sequencing de verwantschappen binnen de familie Magnoliaceae heeft duidelijk gemaakt, is de status van Yulania aan verandering onderhevig geraakt.
De soorten uit ondergeslacht Yulania blijken veel nauwer verwant aan die uit het geslacht Michelia dan aan die uit ondergeslacht Magnolia. Sommige, vooral westerse, auteurs plaatsen de soorten uit de onderfamilie Magnolioideae nu allemaal in één groot geslacht Magnolia, waarbij Yulania tot een sectie van het ondergeslacht Yulania is gereduceerd.
Andere, vooral Chinese, auteurs delen de onderfamilie in een groot aantal kleine geslachten in, waarvan Yulania er één is, met ongeveer 20 soorten.
Yulania's onderscheiden zich van de andere taxa van de Magnolioideae door het aantal zaden per bes, namelijk één of twee, het aantal tepalen (negen), de eindstandige bloemen (tegenover okselstandige bij de nauw verwante Michelia's), en het feit dat alle soorten bladverliezend zijn. Zie voor de taxonomische indeling verder Magnolia.
De soorten uit deze sectie (of dit geslacht) komen voor in de gematigde en subtropische zone van Zuidoost-Azië en (één soort) in Noord-Amerika. De meeste soorten zijn in West-Europa tot in Zuid-Scandinavië winterhard, en worden daar dan ook aangeplant als sierplant.

## Historie van het geslacht
Het geslacht heeft van Spach in 1838 de naam Yulania gekregen. Yulan is de lokale naam in China voor Yulania denudata (= Magnolia denudata), de typesoort van het geslacht.
De eerste vermelding van de naam Yulania is in 1838 in Histoire Naturelle des Végétaux, Phanérogames deel 7. De auteurs van de overzichtswerken die na 1838 verschenen negeerden de naam Yulania of reduceerden die tot een synoniem van Magnolia. De soorten uit dit taxon zijn dan ook lange tijd als "echte Magnolias" beschouwd. Pas met de introductie van de eerder genoemde moleculaire technieken in het onderzoek naar verwantschappen bleken de Yulania's nauwer verwant aan Michelia dan aan subgenus Magnolia. In 2001 publiceerde D.L. Fu namen in Yulania voor de soorten in deze sectie.

## Soorten
- Yulania acuminata (L.) D.L. Fu 2001 (= Magnolia acuminata (L.) L. 1759)[10]
- Yulania amoena (W.C. Cheng) D.L. Fu 2001 (= Magnolia amoena W.C. Cheng 1934)
- Yulania axilliflora (T.B. Chao & al.) D.L. Fu 2001 (= Magnolia axilliflora (T.B. Chao & al.) T.B. Chao 1985)[11]
  - = Magnolia biondii var. axilliflora T.B. Chao & al. 1983
- Yulania biondii (Pamp.) D.L. Fu 2001 (= Magnolia biondii Pamp. 1910)
- Yulania campbellii (Hook. f. & Thomson) D.L. Fu 2001 (= Magnolia campbellii Hook. f. & Thomson 1855)
- Yulania cylindrica (E.H. Wilson) D.L. Fu 2001 (= Magnolia cylindrica E.H. Wilson 1927)
- Yulania dawsoniana (Rehder & E.H. Wilson) D.L. Fu 2001 (= Magnolia dawsoniana Rehder & E.H. Wilson 1913)
- Yulania denudata (Desr.) D.L. Fu 2001 (= Magnolia denudata Desr. 1792) [typus]
  - = Magnolia conspicua Salisb. 1806, Yulania conspicua (Salisb.) Spach 1838
- Yulania elliptigemmata (C.L. Guo & L.L. Huang) N.H. Xia 2008 (= Magnolia elliptigemmata C.L. Guo & L.L. Huang 1992)
- Yulania × jigongshanensis (T.B. Chao & al.) D.L. Fu 2001 (= Magnolia × jigongshanensis T.B. Chao & al. 2000, pro sp.)
- Yulania kobus (DC.) Spach 1838 (= Magnolia kobus DC. 1817)
- Yulania liliiflora (Desr.) D.L. Fu 2001 (= Magnolia liliiflora Desr. 1792)
- Yulania × pilocarpa (Z.Z. Zhao & Z.W. Xie) D.L. Fu 2001 (= Magnolia × pilocarpa Z.Z. Zhao & Z.W. Xie 1987, pro sp.)
- Yulania salicifolia (Siebold & Zucc.) D.L. Fu 2001 (= Magnolia salicifolia (Siebold & Zucc.) Maxim. 1872, Buergeria salicifolia Siebold & Zucc. 1845)
- Yulania sargentiana (Rehder & E.H. Wilson) D.L. Fu 2001 (= Magnolia sargentiana Rehder & E.H. Wilson 1913)
- Yulania × soulangeana (Thiéb.-Bern.) D.L. Fu 2001 (= Magnolia × soulangeana Thiéb.-Bern.)
- Yulania sprengeri (Pamp.) D.L. Fu 2001 (= Magnolia sprengeri Pamp. 1915)
- Yulania stellata (Siebold & Zucc.) N.H. Xia 2008 (= Magnolia stellata (Siebold & Zucc.) Maxim. 1872, Buergeria stellata Siebold & Zucc. 1845)
- Yulania × wugangensis (T.B. Chao & al.) D.L. Fu 2001 (= Magnolia × wugangensis T.B. Chao & al. 1999, pro sp.)
- Yulania zenii (W.C. Cheng) D.L. Fu 2001 (= Magnolia zenii W.C. Cheng 1933)